# Arne Johnsson
Arne Johnsson (* 1950, Madesjö, Småland) je švédský básník, knihovník a literární kritik. V současnosti žije v Lindesbergu.
Básnicky debutoval v roce 1985. Obdržel řadu ocenění, v roce 2012 Velkou cenu Devíti.

## Dílo
- Bäras utan namn till natt till morgon (2007)
- Där med längtan spilld ut i larmet (2004)
- Del av detta och avskild som alla (2002)
- För länge sedan var vi vid en sjö (2000)
- Marken lyste även i drömmen (1998)
- Storm av samtidighet. básně z let 1985-1995 (1995)
- Fåglarnas eldhuvuden (1994)
- Dess ande kysst (1992)
- Ett paradis, trängt (1988)
- Himmelsfärd (snart grönskar alla träd) (1986)
- Förvandlingar (1985)